# Les Bobines d'or
 (juillet 2025).
Pour plus de détails, voir Fiche technique et Distribution.
Les Bobines d'or est un film muet français réalisé par Léonce Perret, sorti en 1916.

## Fiche technique
- Titre : Les Bobines d'or
- Réalisation : Léonce Perret
- Photographie : Albert Cohendy et Georges Specht
- Société de production : Société des Établissements L. Gaumont
- Pays d'origine :  France
- Langue : film muet avec les intertitres  en français
- Format : Noir et blanc — 35 mm — 1,33:1 — Muet
- Métrage :
- Genre : Film romantique
- Durée :
- Dates de sortie :
  -  France : 7 février 1916

## Distribution
- Yvette Andréyor
- Fabienne Fabrèges